# Vincenzo Cappelletti
Vincenzo Cappelletti, né le 2 aout 1930 à Rome et mort le 21 mai 2020 à la même ville, est un philosophe et historien des sciences italien.

## Biographie
Cappelletti effectue des études supérieures de médecine puis de philosophie. En 1967, il obtient un poste de professeur d'histoire des sciences à l'université de Pérouse, puis, à partir de 1972, à l'université de Rome « La Sapienza ». En 1980, il devient enseignant titulaire jusqu'en 2002, année où il prend sa retraite.
Son activité scientifique concerne d'abord l'histoire et l'épistémologie des sciences biologiques dans l'Allemagne du XIXe siècle, puis les théories psychanalytiques, notamment la psychanalyse freudienne et la psychologie analytique.

## Activités  éditoriales
En 1956, il commence à collaborer avec l'Institut de l'Encyclopédie italienne de Rome jusqu'à devenir directeur adjoint en 1969, puis directeur général l'année suivante, poste qu'il occupera jusqu'en 1992. Cette période verra une affirmation progressive de l'Institut autant au niveau national qu'international, ainsi qu'une forte augmentation des publications. Entre 1992 à 2002, il demeure vice-président et directeur scientifique de l' Enciclopedia Italiana. Codirecteur de la revue d'histoire des sciences, Physis depuis 1991 et des Archives Internationales d'Histoire des Sciences, il fonde et dirige aussi Il Veltro partir de 1956.

## Activités dans des organisations
De 1970 à 2011, il a été président de la Domus Galilaeana à Pise et, de 1989 à 1997, de l'Académie internationale d'histoire des sciences. Depuis 1999, il a été président de la Société italienne d'histoire des sciences (président d'honneur depuis 2011) et, de 1997 à 2010, de l'Institut académique de Rome. Il a également présidé la Société Culturelle Européenne depuis 1988, ainsi le Centre Italien de Sexologie (CIS), la Fondation Nationale "C. Collodi" depuis 1989, le Consortium BAICR-Sistema Cultura (Bibliothèques et Archives d'Instituts Culturels de Rome) depuis 1991, ainsi que la Fondation FUCI depuis 1996 et jusqu'en 2011.

## Récompenses et distinctions
Docteur honoris causa de l'Université du Salvador et de l'Université de Buenos Aires, Cappelletti est aussi membre étranger de l'Académie des sciences de Bucarest et il compte entre ses prix:
- Médaille du mérite de la culture et de l'art, 28 novembre 1992.
- Chevalier de la grande croix, 2 mars 2001.
- Prix Michel de Montaigne des sciences humaines, 1991.
- Médaille d'or au mérite académique, 2003.
- Médaille Koyré de l'Académie Internationale d'Histoire des Sciences.